# Шилов Володимир Іванович
Шилов Володимир Іванович (нар. 19 січня 1962, с.м. Федорівка  Великоновосілківського району Донецької області) — підполковник міліції.

## Життєпис
10.1981 — 12.1981 — старший водій військової частини 48392
12.1981 — 12.1983 — стрілець другого пересильного пункту
03.1984 — 10.1986 — міліціонер комендантського взводу господарського відділу УВС Донецької області
10.1986 — 03.1988 — командир відділення комендантського взводу господарчого відділу УВС господарчого відділу УВС Донецького облвиконкому
03.1988 — 04.1989 — міліціонер комендантського взводу господарчого відділу УВС Донецького облвиконкому
04.1989- 12.1990 — помічник оперуповноваженого відділення карного розшуку Ворошиловського районного відділу внутрішніх справ м. Донецька
12.1990 — 09.1992 — оперуповноважений відділення карного розшуку Калінінського районного відділу м. Донецька
09.1992 — 04.1993 — оперуповноважений в особливо важливих справах відділу оперативних розробок по м. Донецьку УБОЗ УВС Донецької області
04.1993 — 06.1994 — оперуповноважений в особливо важливих справах відділу по боротьбі з організованою злочинністю в м. Донецьку УБОЗ УВС Донецької області
06.1994 — 04.2000 — оперуповноважений в особливо важливих справах відділення тактичної розвідки та оперативних розробок по кваліфікованим видам вимагань, бандитизму та незаконному обігу зброї відділу «ОП» в м. Донецьку УБОЗ УМВС України в Донецькій області
04.2000 — 03.2003 — старший оперуповноважений в особливо важливих справах Донецького відділу по боротьбі з організованою злочинністю УБОЗ УМВС України в Донецькій області
03.2003 — 07.2004 — начальник відділення кримінальної розвідки в IIT та ДДУПВП РАЦ при УБОЗ УМВС України в Донецькій області
07.2004 — 12.2004 — старший оперуповноважений Васильківського відділу по боротьбі з організованою злочинністю при УБОЗ ГУМВС України в Київській області
12.2004 — 06.2005 — старший оперуповноважений відділення карного розшуку Радомишльського РВ УМВС України в Житомирській області
06.2005 — 02.2007 — начальник Білоцерківського відділу по боротьбі зорганізованою злочинністю при УБОЗ ГУМВС України в Київській області
02.2007 — 08.2007 — старший оперуповноважений в особливо важливих справах відділення по боротьбі з корупцією УБОЗ ГУМВС України в Київській області
08.2007 — 12.2007 — старший оперуповноважений сектора розкриття майнових злочинів відділу карного розшуку Донецького міського управління Головного управління МВС України в Донецькій області
12.2007 — 06.2008 — начальник сектора боротьби з груповою злочинністю відділу карного розшуку Донецького міського управління Головного управління МВС України в Донецькій області
06.2008 — 05.2010 — перший заступник начальника лінійного відділу — начальник кримінальної міліції лінійного відділу на станції Красноармійськ Управління МВС України на Донецькій залізниці
05.2010 — 10.2010 — оперуповноважений сектору карного розшуку лінійного відділу на станції Ясинувата Управління МВС України на Донецькій залізниці
10.2010 — 03.2011 — начальник Васильківського міжрайонного відділу по боротьбі з організованою злочинністю УБОЗ ГУМВС України в Київській області
05.2014 — т.ч. — командир 5-ї роти підрозділа патрульної служби міліції особливого призначення ГУ МВС України «Дніпро-1».
2014 року був кандидатом у народні депутати по 45 (прифронтовому) округу.
2015 - 24.02.2022 - громадська діяльнысть
25.02.2022 - 22.07.2022 - командир 3 роти 134 батальйону ТрО 114 бригади ТрО.

### Освіта
Освіта вища, у 2008 році закінчив магістратуру Донецького юридичного інституту Луганського державного університету внутрішніх справ
Спеціальність за освітою правознавство

### Антитерористична операція
З квітня 2014 гоку бере активну участь у захисті Донецька і Донецької області від сепаратистів..
23.05.14г. — 26.05.14г. 5 рота «Донецьк» забезпечувала Президентські вибори в 59 окрузі Донецької області.
10.07.2014г. Розвідка боєм біля села Карлівка Донецька область. Спільно з бійцями роти особисто під інтенсивним обстрілом терористів евакуював убитого і пораненого бійців 93 бригади, з поля бою винесено їх особисту зброю. Після отримання наказу про відступ рота повернулася на місце базування без втрат.
21.07.2014г. Спільно з батальйоном «Дніпро -2», батальйоном «Донбас» та 93-ї аеромобільної бригадою звільнили і зачистили с. Тоненьке, с. Північне, с. Водяне та смт. Піски. В ході бою за смт. Піски, бійцями 5роти «Донецьк» був виявлений і затриманий автомобіль «Daewoo Lanos». У полон було захоплено чотири члени терористичного формування «Російська православна армія». В автомобілі були виявлені гранати РГД — 5 (12 штуки), 8 АКМ-47 (4 були заміновані) і 25 кг вибухівки. Після отримання наказу про відступ рота повернулася на місце базування без втрат.
25.07.2014г. Спільно з батальйоном «Дніпро -2», батальйоном «Шахтарськ» та 93-ї аеромобільної бригадою звільнили і зачистили смт. Піски. Після панічного відступу батальйону «Шахтарськ», спільно з бійцями батальйону «Дніпро -2» і доданої бронетехнікою зайняли оборону в Пісках, які 5 рота «Донецьк» обороняє по теперішній час. Під час звільнення смт. Пісок 5 рота «Донецьк» батальйону «Дніпро-1» втрат не зазнала.
27.07.14г. Знищена ДРГ підрозділу «Беркут» ДНР в кількості 4 чоловік, які пересувалися на автомобілі «Газель». Захоплені трофеї — крупнокаліберний кулемет «Утес», кулемет ПКМ, 2 автомати АКА-74, 10 гранат «Ф-1».
Під час проведення розвідки на території сел. Горького Куйбишевського р-ну м. Донецька були захоплені в полон 2 працівники поліції ДНР. Трофеї — 2 автомати АКА-74, автомобіль «Міцубісі-Лансер» обладнаний проблисковими маячками з символікою ДНР. Повернулися з розвідки без втрат.
Своєчасно були вивезені 25 табельних пістолетів ПМ зі ст. Ясинувата ЛУ УМВС України на Донецькій залізниці. В момент повернення на бойові позиції в смт. Піски напоролися на колону терористів ДНР. В ході бою було знищено 12 терористів, автобус «Богдан» і автомобіль «ЗІЛ-131». Трофеї — 1 гвинтівка «СВД», 8 автоматів АКА-74, 4 пістолети ПМ, 10 гранат «РГД-5», 4 гранати «Ф-1». Повернулися з розвідки без втрат.
14.08.14-го під час проведення розвідки на сел. Бірюзова Кіровського р-ну м. Донецька потрапили в засідку. Отримав поранення, осколок увійшов в лівий бік в поясному відділі, вийшов в районі серця, так само було поранено 5 бійців 5 роти «Донецьк». Всі поранені евакуйовані з поля бою і доставлені до Дніпропетровська.
6 листопада 2014 року у коментарі для Радіо Свобода Володимир сказав, що неправильна тактика бойових дій під Донецьком та постійна критика дій керівництва і є причиною його звільнення.
З 25.02.22р. в званні рядового почав службу в 3 роті 134 батальйона ТрО 114 бригади ТрО, на посаді стрільця 3 взводу. 06.03.22р. призначений командиром  3 роти.  Рота обороняла підступи до Вишгорода. Коли Київська та Чернігівська область були звільнені від військ РФ, ініціював командировку для виконання спецоперації на Запорізькому напрямку. Операція відбувалась під керівництвом Героя України Євгена Меживікіна. Після закінчення операції 3 рота повернулась на постійне місце дислокації в м. Вишгород. По ініціативі Шилова В.І. 3 рота 134 батальйону ТрО вибула до Луганської області, де брала участь в обороні Сіверодонецька та Лисичанська. В середині липня пройшла ротація і 3 рота повернулась до Вишгорода. Звільнений в запас за віком 22.07.22р.

## Нагороди
Медалі «За бойові заслуги», «70 років збройно сил СРСР», «Жукова», «Воїну інтернаціоналісту від вдячного Афганського народу» та 12 відомчих медалей

## Виноски
1. ↑  Володимир Шилов: «Не маючи зброї, батальйони не можуть ефективно протистояти терористам». Архів оригіналу за 9 грудня 2014. Процитовано 15 березня 2015.
2. ↑  Звільнити Донецьк можна уже сьогодні — командир з батальйону «Дніпро-1» — Шилов. Архів оригіналу за 21 грудня 2014. Процитовано 15 березня 2015.
3. ↑  Выборы в Красноармейске проходят спокойно. Архів оригіналу за 2 квітня 2015. Процитовано 19 березня 2015.
4. ↑  Бой под Карловкой 10.07.2014 — Правый сектор, Донбас и ВСУ. Архів оригіналу за 21 березня 2015. Процитовано 19 березня 2015. [Архівовано 2015-03-21 у Wayback Machine.]
5. ↑  Экс-командир 5-й роты батальона Днепр-1: «Меня разыскивают как особо опасного преступника» (ВИДЕО). Архів оригіналу за 24 березня 2015. Процитовано 19 березня 2015.
6. ↑  Раненый подполковник АТО: «Не доводите, иначе батальоны направятся на Киев». Архів оригіналу за 2 квітня 2015. Процитовано 19 березня 2015.
7. ↑  Звільнити Донецьк можна уже сьогодні – командир з батальйону «Дніпро-1» Шилов. Архів оригіналу за 30 серпня 2017.